# Delias chrysomelaena
Delias chrysomelaena är en fjärilsart som beskrevs av Snellen van Vollenhoven 1866. Delias chrysomelaena ingår i släktet Delias och familjen vitfjärilar. Inga underarter finns listade i Catalogue of Life.